# Deûle
La Deûle (/døl/) est une rivière du nord de la France dont l'essentiel du cours est aujourd'hui canalisé (de Douai à Deûlémont). C'est un affluent de la Lys, donc un sous-affluent de l'Escaut.

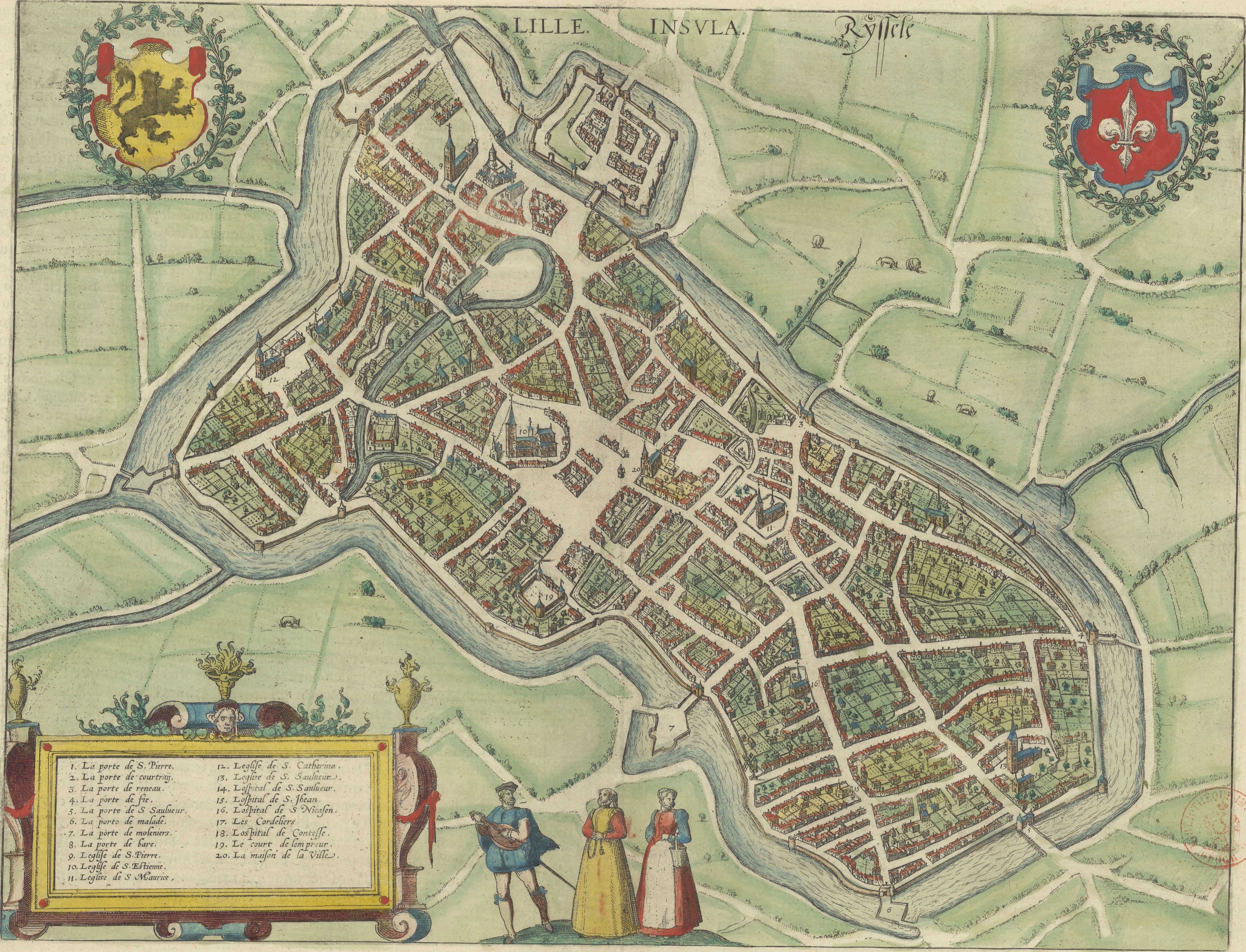
Au XIIIe siècle, Lille est une île (insula) défendue par des fortifications et le château dit de Courtrai (situé près de la porte de Courtrai), qui avait la même vocation défensive que la future citadelle de Lille construite par Vauban et des fossés remplis de l'eau de la Deûle.

Dans sa partie amont, elle est encore en partie à l'état naturel et connue sous le nom de Souchez.

## Toponymie
Le nom de la rivière est mentionné sous la forme Dupla en 1276, évolution phonétique d'un probable *Dubulā, basé sur le celtique (gaulois) dubu-, noir (cf. breton du, noir, irlandais dub, noir), c'est-à-dire : « la noiraude ». L'accent circonflexe n'a pas d'origine étymologique (pas d'ancien S).
La Deûle se nomme Deule en néerlandais.
Selon le géologue M. Meugy (1852), autrefois, une partie de la Deûle était nommée « Arbonnoise » ; « À partir de la Planche-à-Quesnoy, le canal se sépare de l'ancienne Deûle qui prend le nom d'Arbonnoise (et se dirige vers le Pont de Canteleu en traversant l'argile du limon, et n'entre dans le marais qu'à l'écluse du faubourg de la barre. Toutefois les prairies Saint-André dans lesquelles circule le canal de la Deûle à l'ouest de la citadelle sont marécageuses en plusieurs points ».

## Tracé et embranchements

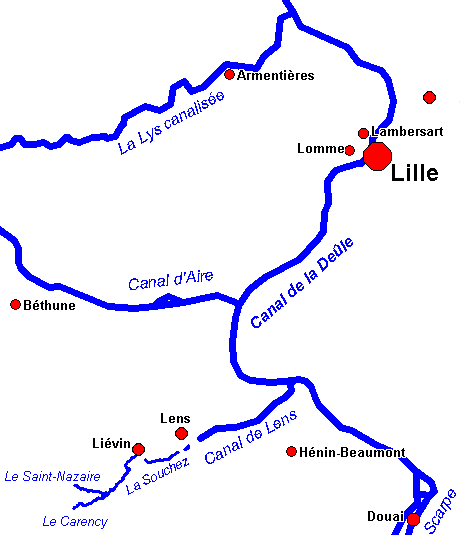
Les canaux de la Deûle, de Lens, de la Lys, d'Aire.

La longueur de son cours d'eau est de 58,8 km.
La Deûle prend sa source dans le Pas-de-Calais, un peu au nord de Carency à Ablain-Saint-Nazaire dans le lieu dit Cloquesart, entre dans le département du Nord près de Bauvin (cote 23) pour se jeter dans la Lys à Deûlémont (cote 11,25).
Un important port fluvial y a été construit.
La Deûle sépare le plateau crayeux, qui domine sa rive droite, des sables tertiaires déposés sur sa rive gauche.
On distingue plusieurs tronçons d'amont en aval.

### L'amont
La rivière prend sa source à Carency et se réunit dans ce village à la rivière Souchez formée de deux ruisseaux, le Carency et le Saint-Nazaire. Cette rivière est canalisée à partir de la limite des communes de Lens et de Noyelles-sous-Lens sous le nom de canal de la Souchez ou de canal de Lens d'une longueur de 8 km jusqu'au confluent à Courrières avec le canal de la Haute-Deûle.

### La Haute-Deûle
La partie du canal de la Haute-Deûle de Courrières jusqu'au confluent avec le canal d'Aire à Bauvin correspond au cours historique de la rivière.
Ce canal qui est un élément du canal Dunkerque-Escaut se prolonge, par ailleurs, à l'est de Courrières jusqu'à Douai en assurant la liaison avec la Scarpe et la Sensée.
En aval immédiat de Lens, le canal présente la particularité d'être aujourd'hui en surélévation par rapport aux terrains voisins, conséquence d'affaissements miniers. Il a dû être rehaussé pour éviter qu'il inonde la zone d'affaissement. Des pompes y rejettent les eaux qui menaceraient d'inonder ces mêmes zones.
De Bauvin au port de Lille, la Deûle canalisée est également nommée canal de la Haute-Deûle. Le cours de cette partie a été fortement modifié par d'importants travaux hydrauliques échelonnés sur plusieurs siècles.

### La Deûle à Lille
La liaison entre la Haute-Deûle et la Basse-Deûle était assurée depuis 1751 par un canal autrefois dénommé canal de la Moyenne-Deûle, lequel passait devant la Façade de l'Esplanade dans l'actuel « Vieux-Lille ». Ce canal, trop étroit et trop peu profond pour les péniches modernes, a été fermé à la navigation en 1978 et remplacé par une liaison à grand gabarit qui contourne la citadelle de Lille par l'ouest. L'écluse du Grand-Carré a été construite pour cette liaison.

### La Basse Deûle
La Basse-Deûle est la partie du canal en aval de Lille jusqu'à la Lys mitoyenne (avec confluence à Deûlémont). Le nom Deûlémont, (d'origine néerlandaise Deulemonde) signifie embouchure de la Deûle.
Ce canal reçoit, à Marquette-lez-Lille, la Marque canalisée qui est un élément de la liaison entre la Deûle et l'Escaut par le canal de Roubaix et le canal de l'Espierres.

## Historique de la canalisation

### Premiers aménagements
Par les témoignages archéologiques,, on sait qu'au néolithique puis à la fin de l'Antiquité, la Haute-Deûle (au sud de Lille) est déjà exploitée par l'Homme, avec un paléopaysage qui laisse supposer des ressources naturelles abondantes, comme en témoignent les études archéopaléontologiques des gisements du Luyot, du Haut de Clauwiers et de l'Épinette qui éclairent la présence humaine de la fin de la période gallo-romaine et du début de l'époque mérovingienne
Pour diverses raisons pour partie encore mal expliquées, la vallée subit ce que les archéologues ont appelé une crise érosive du IIe siècle apr. J.-C. qui s'est prolongée jusqu'à l'urbanisation du lit mineur .
La Deûle, encore capricieuse et pleine de méandres a été naviguée au moins dès l'époque gallo-romaine entre Lille et la Lys.
- En 1244, Marguerite, comtesse de Flandre, concède l'usage des marais de la Haute-Deûle aux riverains et habitants des paroisses locales. Le lacis de chenaux et tourbières est peu à peu drainé par un canal navigable. La jeune ville de Lille achète alors la Haute-Deûle, et le châtelain fait creuser un canal de Lille à Don[10].
- En 1271 le châtelain Jean III de Lille (mort en 1272 ou 1276), seigneur de Fresnes-Lez-Condé, Blaringhem, Haubourdin et Meulebeeke, et châtelain de Lille, gagne en dot de la comtesse Jeanne de Flandre cette portion de rivière, qu'il achève de faire canaliser de Don à La Bassée, en drainant au passage les marais d'Haubourdin. La Deûle sera ensuite (1693) définitivement connectée à la Scarpe, connectant entre eux plusieurs bassins versants et commençant à devenir un nouveau facteur de fragmentation écopaysagère pour la migration de la faune terrestre.
- Les eaux de la Deûle alimentent du XIVe siècle à la fin du XVIe siècle les fossés entourant le château dit de Courtrai construit à Lille par Philippe le Bel dans le contexte des cinq ans de guerre de Flandre (guerre menée par ce roi à partir du 7 janvier 1297 pour contrôler le comté de Flandre après avoir en juin 1296, « pris sous sa garde les cinq bonnes villes de Flandre, Gand, Bruges, Ypres, Douai et Lille »). Ce château démantelé en 1577 était la plus grande forteresse construite sous Philippe le Bel[2]

- Au début du XVIe siècle, la navigation est encore étendue au sud par la canalisation de la Souchez jusqu'à Courrières et la cité drapière de Lens, aux frais des bourgeois de la ville de Lille.

### Les projets de Vauban

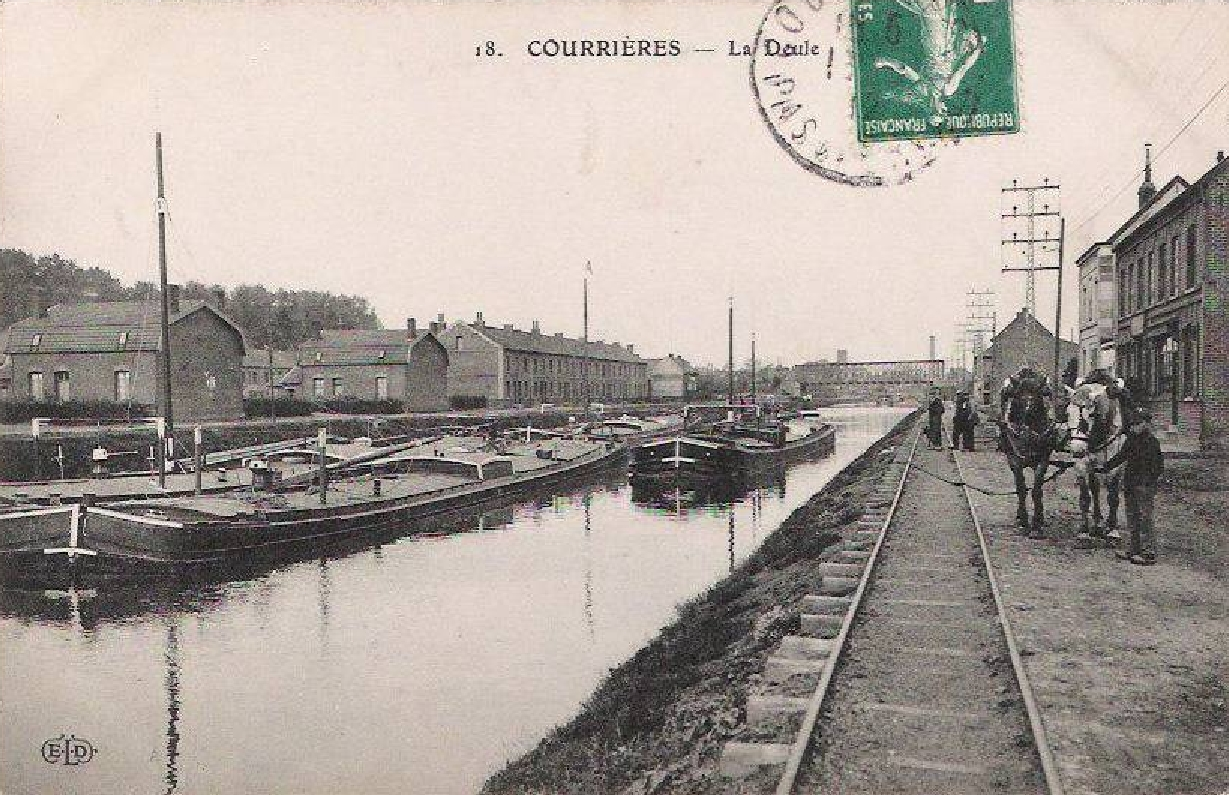
La Deûle à Courrières en 1920.

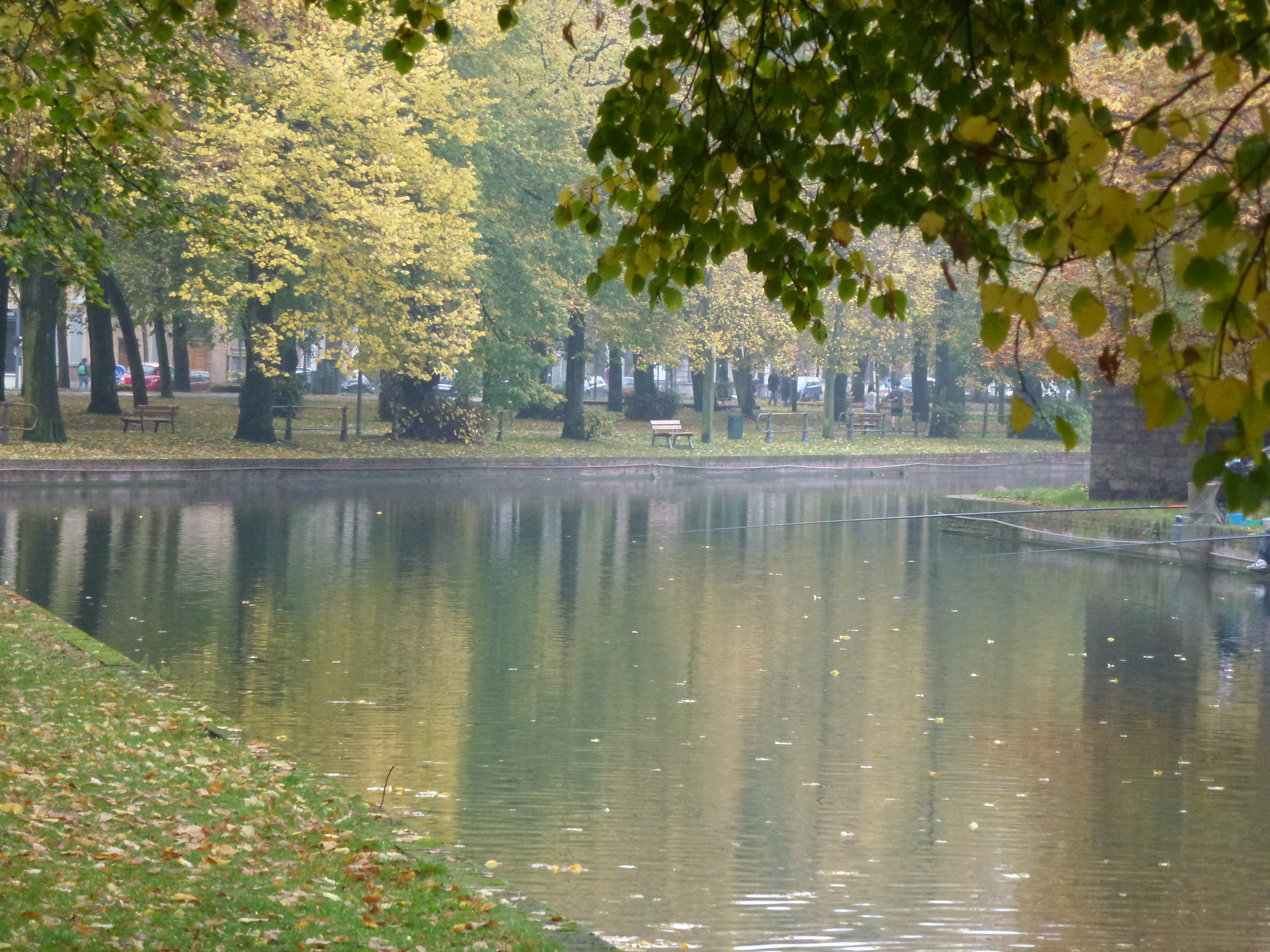
La moyenne Deûle longeant l'Esplanade de Lille aux abords de la citadelle Vauban (2012).

Après que les armées de Louis XIV se furent emparées de Lille (1667), Vauban médita un vaste projet de canalisation inter-bassins afin, non seulement de disposer d'eau pour inonder les fossés de la nouvelle citadelle de Lille, mais aussi de retarder la marche des troupes ennemies en cas de contre-invasion depuis les Pays-Bas. Ce projet comportait :
- un canal de jonction entre la Scarpe depuis Corbehem et la Sensée à Arleux (terminé en 1690),
- un canal à bief de partage (aujourd'hui canal de la Haute-Deûle), entre la Scarpe (depuis le Fort de Scarpe) jusqu'à Courrières (terminé en 1693). Le bief de partage étant alimenté par l'Escrébieux,
- une déviation des eaux de la Deûle à la traversée de Lille depuis l'île Rihour jusqu'à la nouvelle citadelle, créant le « bras de la Barre ».
- Le canal de la Moyenne Deûle ouvert en 1750 qui supprima le transbordement des marchandises par voie de terre à Lille de la Haute-Deûle à la Basse-Deûle.

La ville de Lille assuma toute la charge de l'entretien de la voie d'eau depuis le fort de Scarpe jusqu'à Deûlémont, et perçut les péages jusqu'en 1798, date à laquelle le Consulat reprit en charge l'exploitation.

### Le temps de la tourbe
Au cours des derniers millénaires, les marais ont produit dans la vallée alluviale de la Deûle de grandes quantités de tourbe, qui ont été exploitées du Moyen Âge jusqu'à l'avènement du charbon, et même un peu plus tard pour la production de cendres de tourbe vendue comme engrais.
Selon le géologue A. Meugy, vers 1852, il y a peu de tourbe en aval de Lille : « En aval de Lille, les alluvions modernes de la Deûle sont pour ainsi dire limitées à ses deux rives. Je ne les ai observées qu'à l'intersection de cette rivière et du chemin de fer de Dunkerque où l'on a trouvé à quelques mètres de la rive gauche un sable argileux noirâtre et tourbeux avec un grand nombre de coquilles (paludines, planorbes, lymnées, etc.) », mais la tourbe était abondante dans Lille même (« La tourbe existe toujours sous l'ancienne butte du cirque que l'administration municipale a fait raser pour donner de l'occupation aux ouvriers sans travail après la révolution de 1848. On en a retiré 30 000 m3 de terre qui ont servi à relever le sol de quelques parcelles sises en dehors des fortifications sur la commune de Saint-André. Cette butte dont la forme était celle d'un cône tronqué avait 42 m de diamètre à son sommet et 9 m de hauteur. Elle provenant suivant toute probabilité d'un remblai exécuté de main d'homme à une époque très-reculée et formait au milieu des terrains bas et marécageux qui l'environnaient une espèce d'île d'où la ville a tiré son nom » écrivait Meugy en 1852) et plus encore dans une grande partie du bassin.
Vers 1850 les marais de la Deûle couvraient encore « 4.400 hectares environ », « à la cote moyenne de 21 mètres. Ils s'étendent sur les communes de La Bassée, Salomé, Hantay, Bauvin, Annœullin, Marquillies, Sainghin-en-Weppes, Wavrin, Don, Allennes-les-marais, Herrin, Gondecourt, Seclin, Houplin, Sante, Noyelles, Wattignies, Emmerin, Haubourdin, Sequedin, Lomme, Loos, Esquermes, Wazemmes et Lille. On extrayait anciennement de la tourbe dans presque toutes ces communes pour le chauffages domestique. Aujourd'hui l'usage de ce combustible devient de plus en plus restreint et on ne l'exploite plus qu'accidentellement ».
Toujours selon M Meugy (1852) Haubourdin et Emmerin ont intensément exploité la tourbe qui s'est lentement autrefois formée dans les vastes marais de l'ancienne vallée alluviale de la Deûle, « principalement dans le but d'utiliser la cendre de tourbe comme engrais. La tourbe se trouve souvent à la surface du sol dans les localités où elle forme une couche de 1 à 3 m d'épaisseur reposant sur un lit d'argile blanche. On l'extrait à la drague. La tourbière d'Haubourdin occupe vingt-cinq ouvriers pendant cinq à six mois. Elle produit journellement 20 mètres cubes de tourbe humide ou 20 mètres cubes de toubre sèche pesant 600 kil. le mètre cube. 10 ares fournissent au moins 30 000 tourbes équivalent chacune à 2 décimètres cubes et valant 6 Fr 50 le mille. Les cendres se vendent 0,75 l'hectolitre. » En 1850, la tourbe n'est plus exploitée pour le chauffage dans le département du Nord, car l'industrie minière fournit en abondance un charbon vendu à moindre coût.

### Le temps du charbon
Au XIXe siècle, pour améliorer l'approvisionnement en charbon de la ville de Lille depuis le bassin de l'Escaut, un groupe d'investisseurs obtient l'adjudication du canal de Roubaix entre l'Escaut et la Marque, affluent de la Deûle dont le confluent est à Marquette-lez-Lille.
En 1880, le gouvernement décide d'homogénéiser les caractéristiques du réseau français au gabarit Freycinet, correspondant au transit des spits flamands, circulant déjà sur les canaux du Nord de la France.

### L'aménagement à grand gabarit

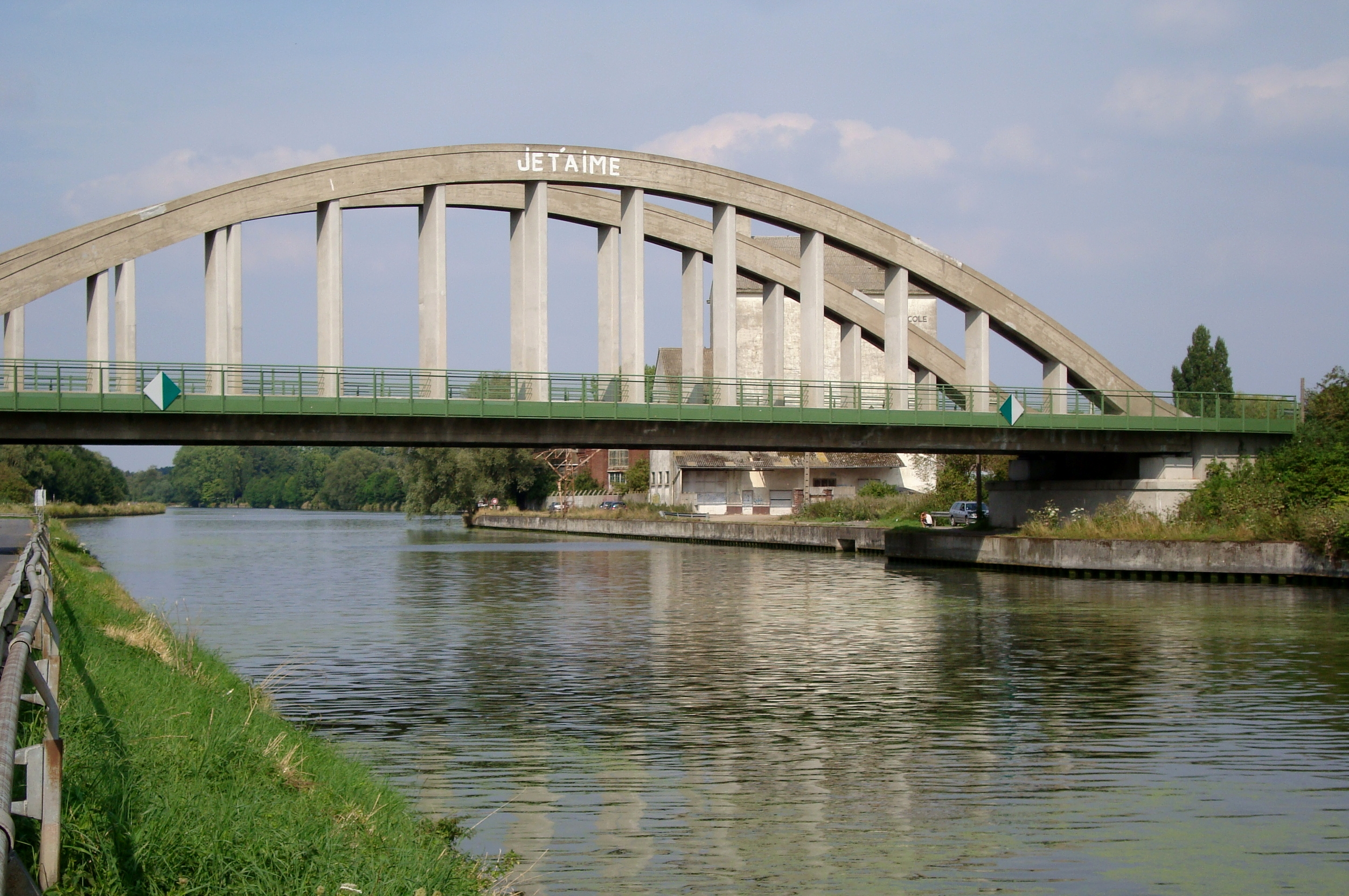
Le canal à grand gabarit à Wavrin : le pont du bac, en amont de Lille.

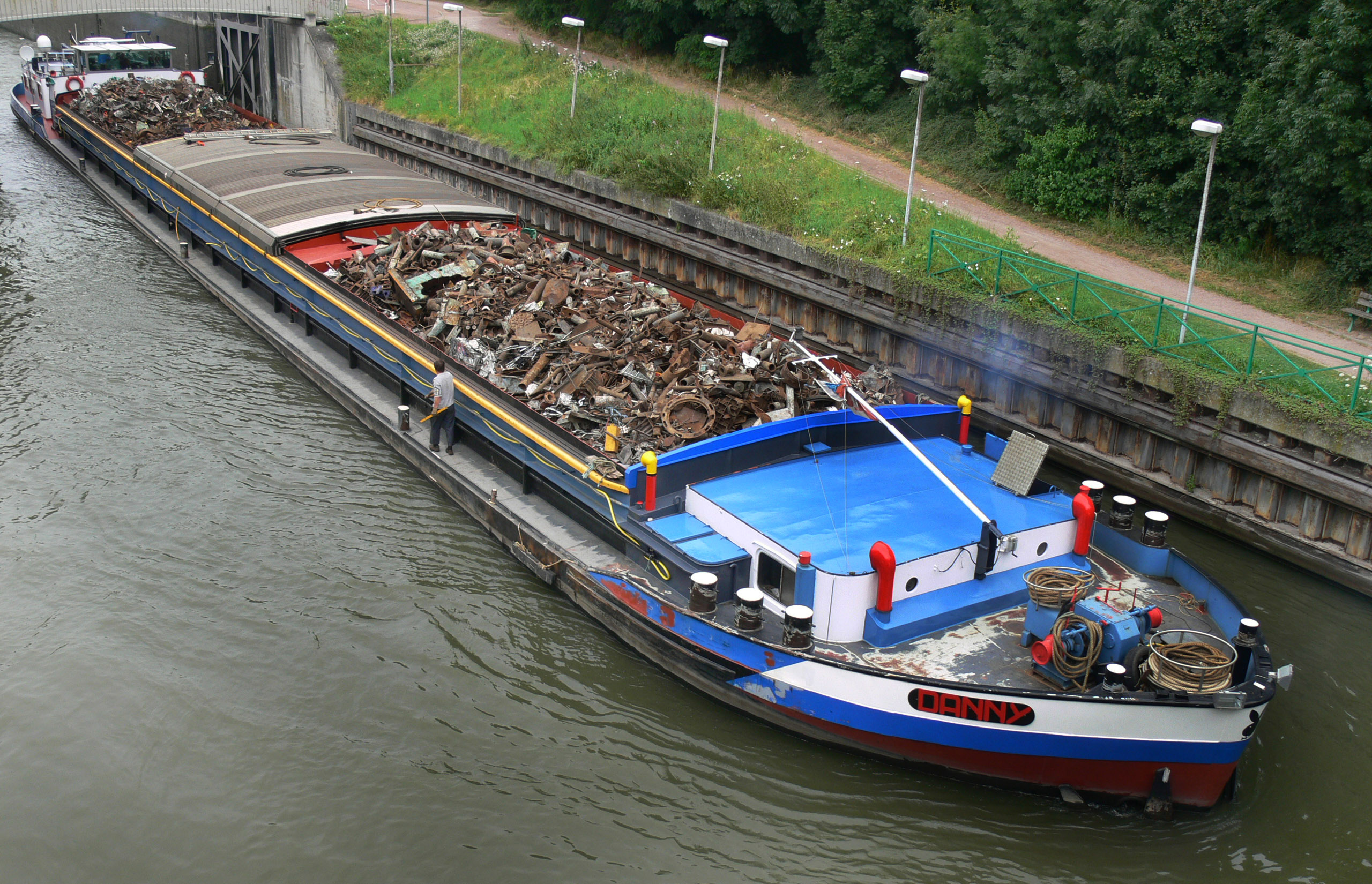
Péniche transportant de la ferraille, sortant de l'écluse du Grand-Carré à Lambersart.

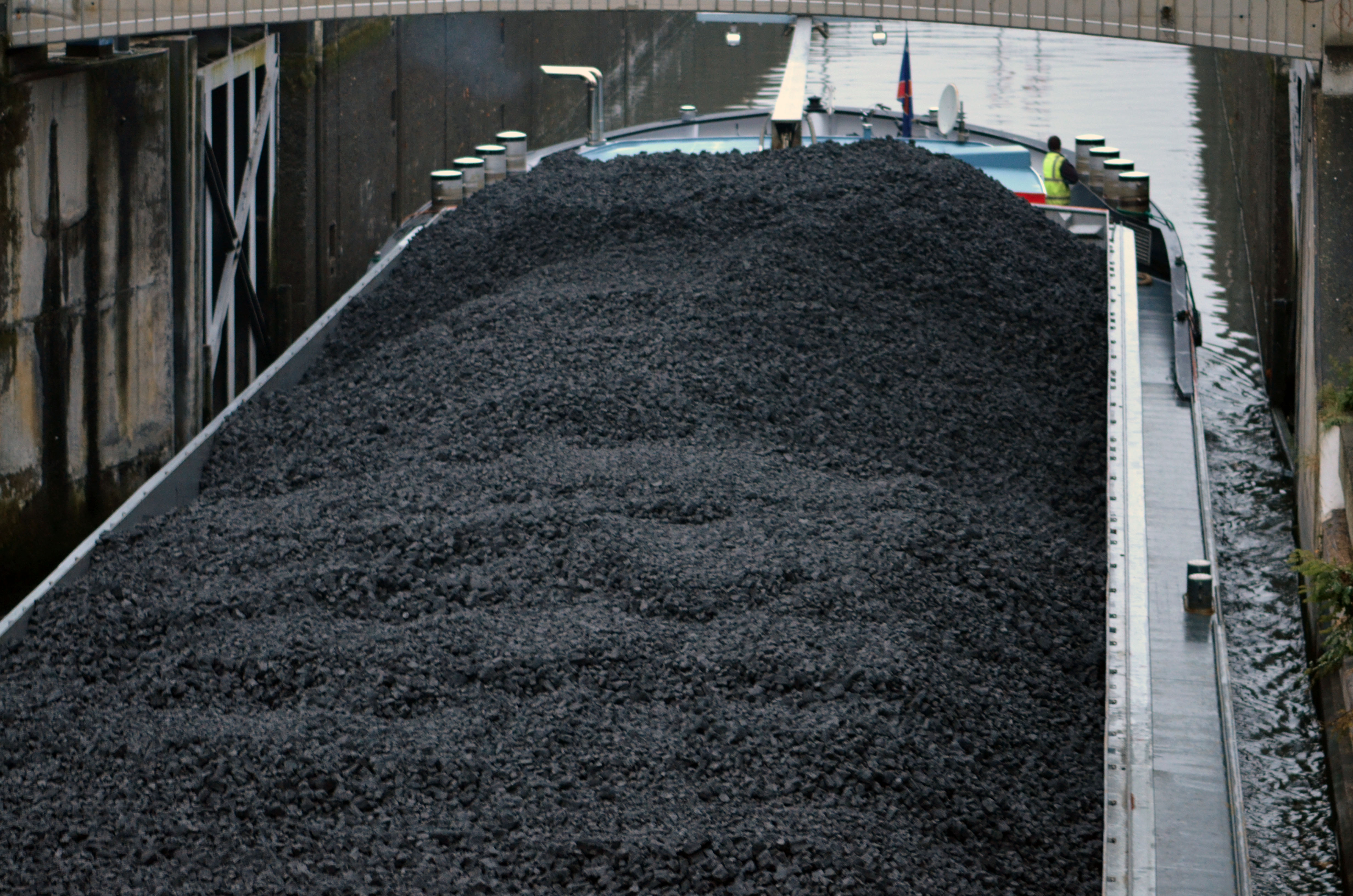
Transport de charbon par une péniche à grand gabarit (novembre 2014).

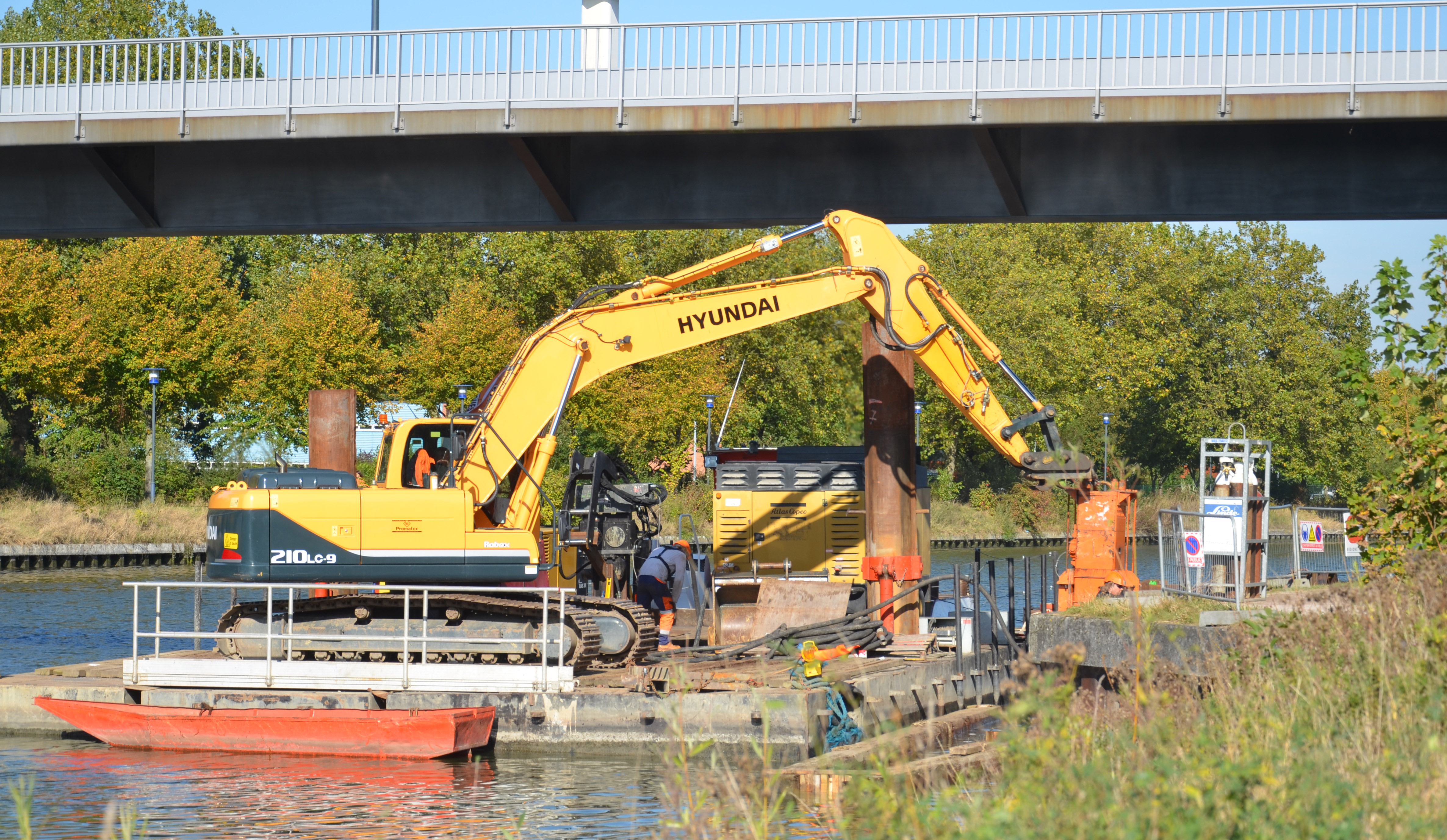
Travaux de confortement de berges (près du bois de la Citadelle de Lille, en 2012) avec pose d'une seconde rangée de palplanches.

Par suite des deux guerres mondiales, des dommages consécutifs et des moyens consacrés à la reconstruction, la situation du gabarit n'évolue plus sur la Deûle jusqu'en 1954 : cette année-là, la Conférence européenne de Paris envisage de promouvoir les voies navigables de l'Escaut, la Deûle et la Lys en vue de la navigation des chalands de plus de 1 000 tonnes.
Sur la Deûle, après la reconstruction de l’écluse à grand gabarit de Don (1959), la mise à grand gabarit (3 000 tonnes) de la section Bauvin-Marquette est déclarée d'utilité publique. Les travaux commencent en 1968 par la section les Ansereuilles-Haubourdin, et se terminent avec la construction de la nouvelle écluse du Grand Carré à Lille (1974-1977). Par suite de restrictions budgétaires, les travaux ne se poursuivent de Lille jusqu'à Marquette qu'avec un gabarit réduit de 1 350 tonnes, et ce n'est que par un programme de financement régional (1978-1982) que le gabarit est porté de 350 tonnes à 800 tonnes entre Marquette et Deûlémont.
Les travaux d'élargissement ne reprennent qu'en 1993 avec la démolition de l’écluse de Deûlémont qui entraîne un abaissement de 1,83 m du plan d’eau à l’amont de la confluence avec la Lys. Après une décennie de travaux, la Deûle a été ouverte au gabarit de 1 350 tonnes à l'aval de Lille en juin 2004.

## Transit marchand et touristique
En 2013, par la plus grande des écluses de la Deûle (écluse du Grand-Carré de 145 mètres de long et 12 mètres de large) plus de 400 bateaux de plaisance ont transité, ainsi qu'une part importante des douze millions de tonnes de marchandises ayant été transportées sur la Deûle et les autres canaux du Nord-Pas-de-Calais.

## Valorisation touristique
Une voie verte continue à l'exception d'une interruption en voies partagées entre le quartier des Bois Blancs et Haubourdin longe la Deûle de Pont-à-Vendin à Deûlémont. Cette « véloroute de la Deûle » fait partie de la véloroute EuroVelo 5 en cours de réalisation en 2022.

## Environnement, sédiments et qualité de l'eau

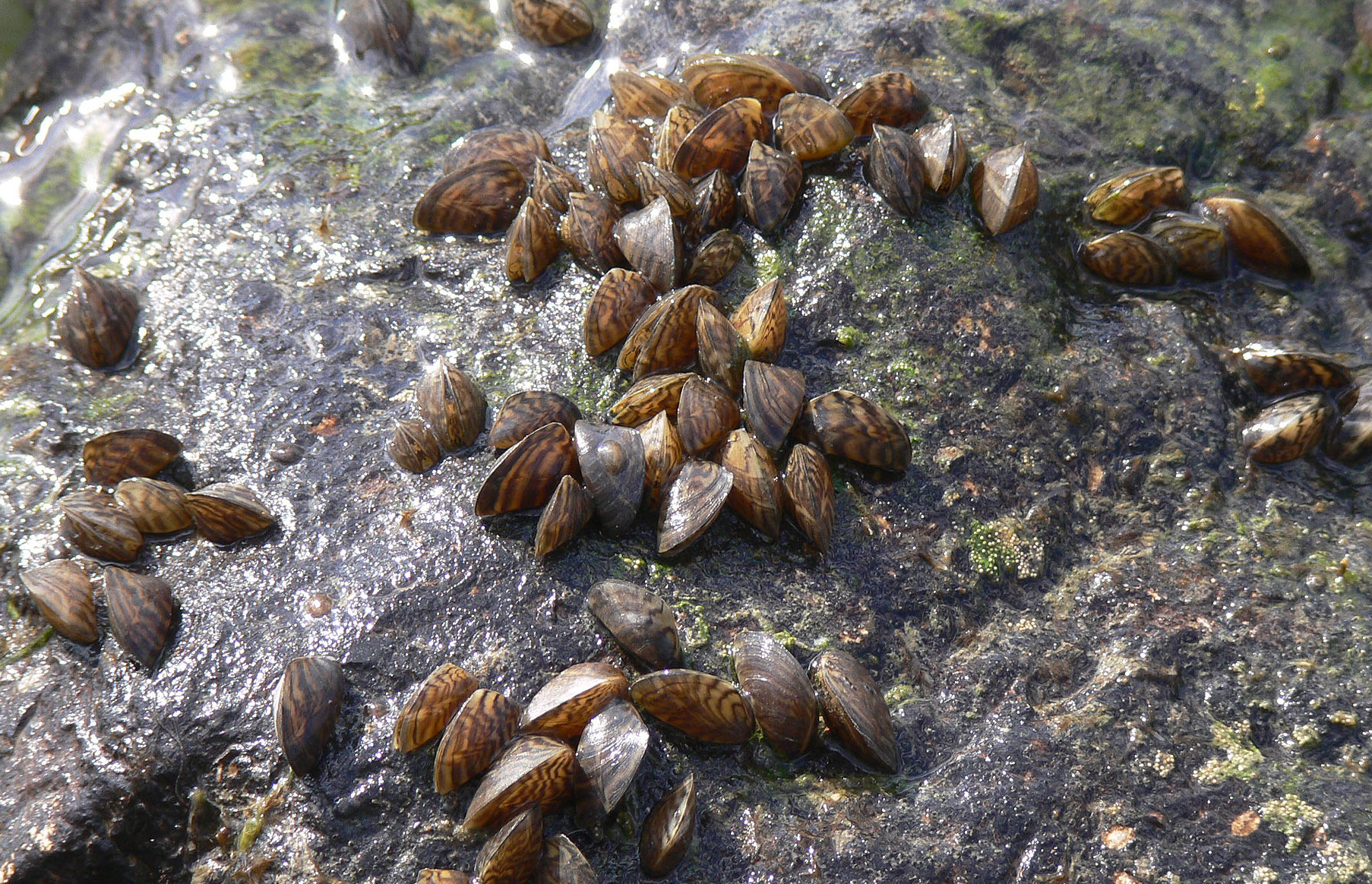
La Deûle est comme d'autres canaux européens et de la région, concernée par l'expansion de la moule zébrée (espèce invasive), ici sur la rive droite en aval de l'écluse du Grand carré sur le secteur Lille/Lambersart/Saint André.

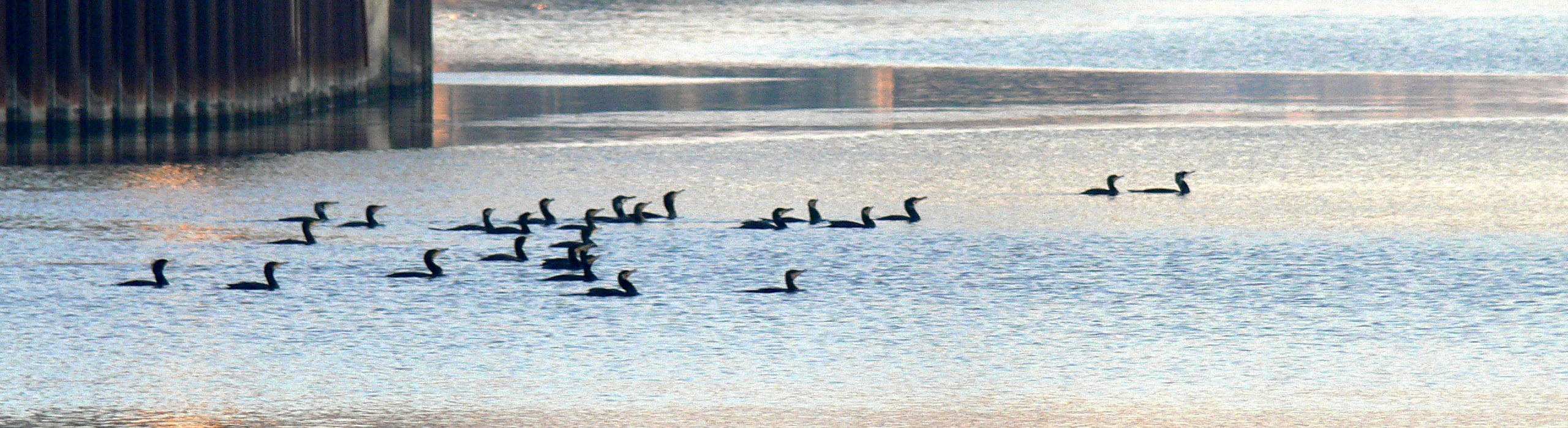
La présence des hérons et cormorans est un des indicateurs de la réapparition de populations significatives de poissons, en dépit de la forte turbidité de l'eau et d'une qualité biologique encore mauvaise à médiocre selon l'Agence de l'eau.

En raison de la présence de nombreuses anciennes unités industrielles dans son bassin ou sur ses rives (fonderies de plomb et de zinc très polluantes, ateliers de production de céruse de plomb, de traitement de surface, industrie automobile...) et en raison d'importantes séquelles de deux guerres, les sédiments de la Deûle ont été et restent hautement pollués.

### Sédiments
En 1996, rapport fait sous l'égide de l’Agence de l'eau Artois-Picardie note que « les teneurs en métaux dans les sédiments de la Deûle sont supérieures à celles d’autres sites français voire très supérieures, sauf dans le cas du chrome, du cuivre. La comparaison avec les sites étranger a permis de montrer que la Deûle est pour certains métaux (Cf, Cu) parmi les moins contaminés, et pour d’autres parmi le plus contaminés (As, Hg) et même le plus contaminé (Cd, Pb, Zn) ».
Selon Boughriet et ses collègues, en 2007, les métaux toxiques anthropiques comme le thallium (Tl), l'indium (In) et le cadmium (Cd) sont dans ces sédiment principalement retenus dans les oxydes/hydroxydes de fer-manganèse alors que le Sn anthropique prédomine dans les aluminosilicates/argiles. Ils ajoutent que les taux encore élevés de Pb, Zn, Cd et In dans la fraction réductible du sédiment constituent un risque persistant particulier pour l'écosystème aquatique en cas de phénomènes diagénétiques précoces (observés dans le matériel sédimentaire) et de perturbations physiques (qui se produisent dans la colonne d'eau lors de travaux, curages ou du passage de puissantes péniches par exemple).

### Qualité de l'eau
Dans un contexte national et international, la Deûle compte parmi les cours d'eau les plus pollués par le thallium (Tl, le plus toxique des métaux lourds, principalement émis par l'extraction et la combustion du charbon, le drainage minier acide et l'industrie métallurgique) ; en aval de l'Usine Métaleurop-Nord, selon une étude datant de 2007, la Deûle charriait encore une quantité parfois extrêmement élevée de thallium: de 1.8 à 1111 μmol kg−1 ;
Cette même partie de la Deûle est aussi le site au monde qui est ou a été le plus contaminé par le plomb. Après avoir été — à partir de la révolution industrielle — l'une des rivières dont les sédiments étaient parmi les plus pollués du monde pour au moins trois polluants et l'une des rivières dont le eaux étaient les plus polluées de France, notamment par les métaux lourds,,,, (et notamment par le zinc et plomb d'Umicore et Métaleurop-Nord,, la Deûle, bien que ses berges et son bassin-versant soient très artificialisés renaît peu à peu : poissons, poules d'eau et oiseaux piscivores sont de retour jusqu'à Lille, mais avec également diverses espèces invasives (Renouée du Japon et surtout moule zébrée).
Le schéma d'aménagement et de gestion des eaux (SAGE) Marque-Deûle est en cours d'émergence. Le comité de bassin Artois-Picardie, dans le cadre de la Directive cadre sur l'eau l'a regroupée avec la Marque dans un bassin dit « Deûle-Marque » (de 1 100 km2) drainé et irrigué par 160 km de cours d'eau principaux avec pour exutoire la Lys, puis l'Escaut belge.
Pour l'état des lieux imposé par la Directive DCE (en 2008) :
- le canal de la Deûle jusqu’à la confluence avec le canal d'Aire (code : AR17) est trop artificialisé et trop pollué pour présenter un bon potentiel écologique. Son état physico-chimique est jugé mauvais, mais son état biologique « bon ».

L'état chimique reste cependant très préoccupant (classé « mauvais » en raison notamment des Nonylphénols et HAP (Hydrocarbure aromatique polycyclique). en 2010, un arrêté préfectoral a recommandé aux pêcheurs de ne pas manger les poissons pêchés dans la Deûle.
- la Deûle canalisée de la confluence avec le canal d’Aire à la confluence avec la Lys (code AR32) est de même considéré comme ayant un mauvais potentiel écologique et un « mauvais » état physico-chimique et un état biologique « pas bon ». Son état chimique est classé « mauvais » en raison notamment du Plomb, nonylphénols et HAP (Hydrocarbure aromatique polycyclique) qui polluent l'eau, les sédiments et leurs organismes vivant. Les métaux et autres toxiques piégés dans ses sédiments sont susceptibles d'être remobilisés lors de travaux, de crues, ou par les organismes fouisseurs puis filtreurs[23],[24],[25]. Le comité de bassin a proposé à l'Europe de repousser le bon état écologique à 2027 au lieu de 2015 en raison de l'ampleur et de la durée des travaux de restauration à entreprendre[26].
- En 2008, l'Agence de l'eau classait la Deûle canalisée comme de mauvaise qualité après la confluence avec le canal de Lens et passe en très mauvaise qualité au sortir de l'agglomération lilloise. Une légère amélioration n'était constatée en amont qu'à Courrières (gain d’une classe de qualité)[27].

L'un des paramètres pénalisants est la teneur très élevée en nitrites (ex. : 1,1 mg/l dle 23 mai 2008 à Haubourdin, alors que le seuil du « très mauvais » est 1 mg/L).
- Le parc de la Deûle, créé au sud de Lille pour protéger les champs captants irremplaçables a entrepris de nombreux travaux de dépollution et de renaturation. Il contribue à inscrire la Deûle dans la Trame verte régionale, ce cours d'eau étant l'une des dernières connexions biologiques (ou en tenant lieu) possibles avec le bassin minier et sa trame verte.
- En outre, la partie urbaine de la rivière canalisée est localement fortement affectée par la pollution lumineuse, en particulier dans sa traversée de la Métropole européenne de Lille où deux grands mâts équipés de dizaines de grosses lampes sont disposés de part et d'autre de la Deûle, éclairant toute la nuit des bretelles routières, avec une forte intensité, au détriment de l'environnement nocturne.

## Études et recherche
Les données archéologiques sont parfois difficiles à exploiter en raison des séquelles industrielles et de guerre, mais un travail interdisciplinaire est en cours, qui associe les paléontologues, archéologues, historiens, géographes et écologues pour mieux comprendre l'évolution de la rivière au cours des âges et pour la période récente.
Ces travaux peuvent maintenant s'appuyer sur des référentiels de plus en plus précis et un Système d'information géographique (SIG) pour l'étude des relations rivière-nappe, rivière-écopaysage, et homme-milieux.
En 2003, un dossier de la Revue du Nord Archéologie publiait « une première série d’articles rassemblés sous le titre Vallée de la Deûle, paléoenvironnement et occupations humaines. Ce dossier, émanant d’un atelier du centre de recherches Halma-Ipel, UMR 8164, réunissait un premier ensemble de données issues principalement de découvertes anciennes ».

## L'énigme des noyés de la Deûle (2011-2012)
En 2011 et 2012, plusieurs personnes sont trouvées mortes dans la Deûle, suscitant une polémique dans la presse locale. 
Ces noyades sont d'abord classées sans suite par la police, mais des investigations ultérieures visent des groupuscules néonazis lillois, sur fond de soupçons de meurtres à caractère homophobe.

## Voir aussi

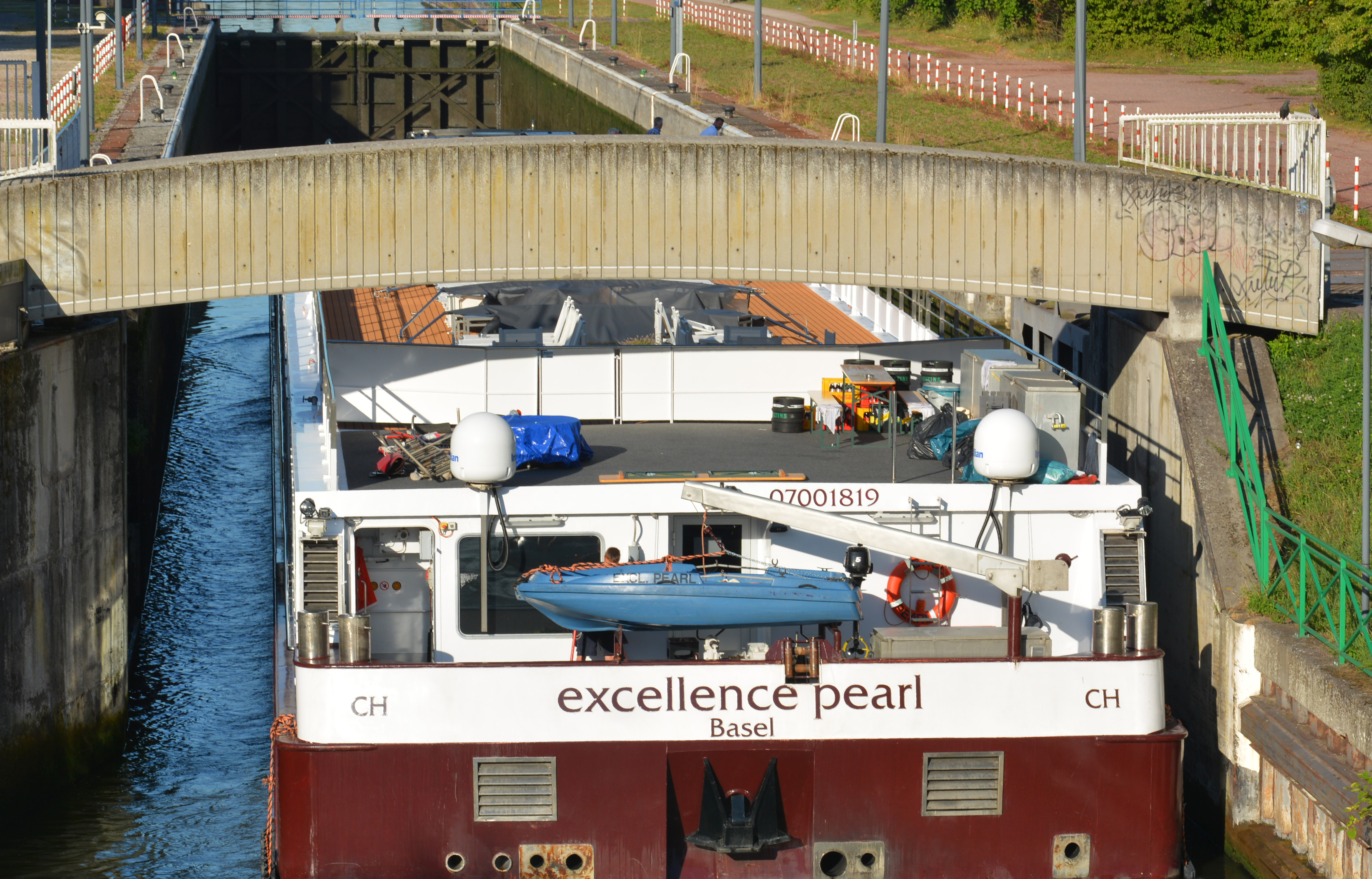
Péniche de croisière (tourisme sur canaux) venant de Belgique et se dirigeant vers le port de Lille, en train de franchir le bief de l'écluse du grand-Carré (située à la sortie de Lille).